# Gynoplistia fuscoplumbea
Gynoplistia fuscoplumbea là một loài ruồi trong họ Limoniidae. Chúng phân bố ở miền Australasia.